# Emilio Baldanello
Emilio Baldanello (* 3. März 1902 in Padua; † 21. Juli 1952 in Venedig) war ein italienischer Schauspieler.

## Leben
Baldanello ist der Sohn des Theaterleiters (Teatro Malibran in Venedig) und Schauspielers „Giuseppe“ und dessen Frau „Dora Prosdocmi“, die ebenfalls Bühnendarstellerin war. Nach einem versuchten, aber abgebrochenen Jurastudium wandte sich auch Emilio der Schauspielerei zu und trat ab 1922 mit der Compania Albertina Bianchini auf, die von Albano Mezzetti geleitet wurde. Im Jahr darauf schloss er sich der bekannteren um Gianfranco Giachetti an und wurde in erster Linie in komödiantischen Rollen von Dialektstücken bekannt. 1936 wurde er Teil des Ensembles am Teatro di Venezia unter Guglielmo Zorzi und rief 1939 mit Gino Cavalieri eine eigene Truppe ins Leben.
Seine relativ knappe Filmografie zeigt ihn neben Verpflichtungen als Charakterdarsteller in der Hauptrolle des wenig bekannten Trent'anni di servizio aus dem Jahr 1945.
Baldanello war der Bruder von Tonino Baldanello und der Ehemann von Wanda Vianello, die ein Jahr nach ihm starb. Der Regisseur Gianfranco Baldanello ist sein Sohn, Schnittassistentin „Maria Grazia“ seine Tochter.

## Filmografie (Auswahl)
- 1932: La cantante dell'opera
- 1945: Trent'anni di servizio
- 1952: Genoveva (La leggenda di Genoveffa)